# 대한민국 중앙선거관리위원회
중앙선거관리위원회(中央選擧管理委員會, 영어: National Election Commission, NEC)는 대한민국의 선거와 대한민국의 국민투표의 공정한 관리, 정당 및 정치자금에 관한 사무를 처리하기 위하여 설치된 국가기관으로써 독립된 합의제 헌법기관이다.

## 위원
중앙선거관리위원회는 대통령이 임명하는 3인, 국회에서 선출하는 3인, 대법원장이 지명하는 3인 등 총 9인으로 구성되는 합의제 기관이며, 위원의 임기는 6년이다. 위원은 국회의 인사청문을 거쳐 임명·선출 또는 지명하여야 하며, 위원장과 상임위원은 위원 중에서 호선하며 대법관이 위원장으로 선출되는 것이 관례로 되어 있다. 위원은 특정 정당에 가입하거나 정치활동 또는 정치에의 관여를 금지하여 중립성을 유지하고, 헌법과 법률로 임기와 신분을 보장하여 외부의 간섭과 영향을 배제함으로써 직무의 공정성을 확보한다.

## 역사
대한민국의 선거관리위원회는 1948년 국회의 산하기관으로 설치되었다가 1960년 제2공화국의 중앙선거위원회를 시작으로 행정부로부터 분리된 헌법기관이 되었는데, 이는 4·19 혁명을 촉발시킨 이승만 정부의 3·15 부정선거 때문이었다. 이러한 역사적 배경으로 인해 대한민국의 선거관리기구는 보통 정부부처인 내무부 산하에 있는 다른 나라들과 달리 헌법상 행정부로부터 분리·독립되어 있다.
- 1948년 6월 26일 ~ 정부수립 이전: 미 군정 산하 기관

대한민국에서 민주적인 절차에 의해 보통·평등·직접·비밀선거로 치러진 선거는 1948년 5월 10일 제헌국회의원선거가 그 시초이다. 1948년 6월 26일 대한민국 국회에 의해 선거심사위원회가 조직, 비상설조직으로 운영되었다. 위원장에는 김용무, 위원은 대법관 김찬영, 양대경, 국회 추천자로는 국회의원 장면, 윤치영, 서순영 등이 선거심사위원으로 선출되었다.
- 1948년 ~: 제1공화국 - 내무부 산하 기관

정부수립 후 선거에 관한 사무는 행정기관인 내무부 산하에 설치된 '선거위원회'가 관장하였다.
- 1960년 ~: 제2공화국 - 헌법기관으로 독립

독립성과 공정성이 확보되지 않은 선거관리기구를 통해 이승만 정부가 부정선거를 획책한 것(3·15 부정선거)에 대한 저항으로 1960년 4·19 혁명이 일어나 제2공화국 헌법에 제75조제2항이 신설되어 '중앙선거위원회'가 행정부로부터 헌법상 분리·독립된 기구가 되었다.
- 1963년 ~: 박정희 정부와 전두환 정부 - 선거사무관리 위주

제3공화국 제5차 개정헌법에 근거를 두어 1963년 1월 21일 '선거관리위원회'를 창설하였다. 각종 선거법 및 국민투표법에 의거 선거 및 국민투표를 관리기구로서의 역할을 하였다.
- 1987년 ~: 6월 항쟁 이후 - 위법선거운동 단속 위주

제13대 대통령선거의 직선제 도입과 민주화의 진전 등에 따라 선거운동의 자유가 신장되었다. 이에 공정한 경쟁과 깨끗한 선거의 실현을 위해 선거질서를 벗어나는 선거법위반행위에 대해 강력한 감시·단속활동을 전개해 나갔다. 이후 ’92년 선거법위반행위에 대한 중지·경고·시정명령과 고발·수사의뢰를 할 수 있는 권한을 명문화한이래 선거범죄 조사권한을 꾸준히 확대하면서 단속활동을 강화해 나갔다. ’87년에는 내부규율에 관한 규칙제정권을 신설하고 ’92년에는 차관급인 사무처를 국무위원급으로 격상시키고 그에 맞게 기구를 개편하였다.
- 1994년 ~: 통일된 선거관리체제 구축

’94년에는 선거마다 개별적으로 되어있던 각종 선거법을 ‘공직선거법’으로 통합 제정하는 등 ‘돈이 적게 드는 깨끗한 선거구현’을 위해 새로운 선거·정당·정치자금제도를 마련하였다. 선거비용에 대한 확인·조사와 불법시설물등에 대한 철거·수거·폐쇄명령과 대집행, 불법선전물에 대한 우송중지, 재정신청 등을 할 수 있을 뿐만 아니라, 선거범죄에 대한 질문·조사와 증거물 수집, 동행 또는 출석요구, 선거부정감시단제도 등을 도입하여 실질적으로 선거범죄조사를 할 수 있는 권한을 확보하였다. ’96년에는 선거연수원을 설치하여 정당·후보자뿐만 아니라 일반시민을 대상으로 민주시민교육을 실시하고 있으며, 2000년부터는 공명선거의 저변화를 위해 시·도 교육위원선거와 교육감선거도 관리하고 있다.
- 2004년 ~: 공명선거기반 구축

불법선거의 원천을 차단하고 선거범죄 신고자에 대해 최고 5천만원의 포상금지급과 금품을 제공받은 자에 대한 50배 과태료부과 등의 획기적인 제도가 도입되었다. 또한 선거방송토론위원회와 인터넷선거보도심의위원회를 설치하여 대담·토론회를 활성화하고 인터넷언론이 공정하게 보도되도록 감시하며, 통신자료의 열람·제출요구와 정치자금범죄에 대한 조사권신설, 사이버선거부정 감시단제도 도입 등 권한을 한층 강화하였다. 2004년부터는 주민투표관리, 2005년부터는 산림조합장 및 농·수·축협조합장선거, 국립대학총장후보선거를 위탁관리하고 있으며 2006년부터는 주민소환투표도 관리하도록 제도화되었다. 2012년 7월 1일 세종특별자치시선거관리위원회를 설치(시·도 17개)하였으며, 2013년 1월 1일에 중앙선거관리위원회 직제를 개편하여 2실 6국 1관 1원 23과로 구성되어 있다. 2014년부터 선거여론조사공정심의위원회를 설치하여 선거여론조사의 객관성과 신뢰성을 확보하도록 하였다.
- 2012년 ~: 유권자의 선거 참여권 보장 및 편의성 제고

국민주권을 실현하고, 유권자의 투표편의를 도모하기 위한 새로운 제도가 시행되었다. 대한민국 밖에 있어 투표할 수 없었던 재외국민이나 외항선 선원 등도 선거에 참여할 수 있도록 2012년 제19대 국회의원선거에서 재외선거제도, 제18대 대통령선거에서 선상투표제도가 도입되었다. 2013년부터 사전투표제도가 도입되어 이듬해 제6회 전국동시지방선거에서는 선거일 전에 전국 어디서나 쉽고 편리하게 투표할 수 있게 되었다. 특히 2012년 재외선거부터 투표용지를 투표소에서 직접 출력할 수 있는 ‘투표용지 발급기’를 개발하여 투표편의를 한층 높일 수 있었다.
- 2015년 ~: 국민과 함께하는 선거관리위원회

2000년대 초부터 국민 생활 주변 선거를 지원하여 깨끗하고 공정하게 위탁관리해 오던 선거관리위원회는, 2015년 제1회 전국동시조합장선거를 성공리에 관리하여 우리 사회 민주주의 발전에 이바지하였다. 또 선거과정의 투명성 및 공정성을 알리기 위해 기존 정당관계자 외에 일반 시민들도 개표과정을 참여 할 수 있도록 개표참관인제도를 도입하였다. 2017년에는 한국선거방송(KT올레티비 273번, 티브로드 205번)을 개국하여 투·개표 진행과정을 생중계로 방영하는 등 국민들의 궁금증 및 알권리 보장에 노력하고 있다.

## 업무범위

### 선거관리
- 공직선거관리
- 선거비용관리
- 국민투표관리
- 위탁선거관리
- 주민투표관리
- 주민소환투표관리
- 정당의 당내경선사무관리

### 정당사무관리
- 정당등록에 관한 사무
- 정책추진에 대한 실적공개 및 정책토론회 개최
- 정책정당으로의 발전과 지원에 관한 사무

### 정치자금사무관리
- 후원회등록에 관한 사무
- 후원금 모금 및 기부상황 감독
- 국고보조금 지급 및 지출상황 감독
- 기탁금의 수탁 및 배분
- 정당 및 후원회 등의 회계보고 접수 및 확인.조사
- 정치자금 모금지원 및 정치자금 사무처리 지원

### 민주시민정치교육
- 시민의식개선을 위한 홍보
- 선거연수원에서의 연수
- 민주주의 해외 전파
- 통일 대비 민주시민정치교육 준비

### 선거·정치제도연구
- 국제교육 협력
- 선거·정치제도 및 시스템 연구

## 조직구성
선거관리위원회는 중앙, 시·도, 구·시·군, 읍·면·동 선거관리위원회의 4단계로 조직되어 있으며, 대통령선거와 임기만료에 따른 국회의원선거를 실시할 때마다 공관에 한시적으로 재외선거관리위원회를 설치·운영한다. 행정기관에 대응하여 17개 시·도 선거관리위원회와 251개 구·시·군 선거관리위원회, 3,487개의 읍·면·동 선거관리위원회를 두고 있다.

### 중앙선거관리위원회
위원회는 위원장, 상임위원 그리고 위원으로 구성되어 있다. 위원장은 상근을 하지 않고 국무위원급인 상임위원이 상근을 하며 위원장을 보좌하고, 그의 명을 받아 사무처를 감독하고 있으며, 위원회에 사무처와 인터넷선거보도심의위원회, 중앙선거방송토론위원회, 중앙선거여론조사공정심의위원회를 두고 있다. 사무처에는 국무위원급 사무총장과 차관급 사무차장 및 2실, 6국, 1관, 1원 23과를 두고 있다. 소속직원은 국가공무원이며, 직원의 채용·승진임용·전보 등을 자체적으로 실시하여 인사의 독립성을 유지하고 있다.

### 시·도 선거관리위원회
위원회는 위원장, 상임위원 그리고 위원으로 구성되어 있다. 위원은 국회의원의 선거권이 있고 정당원이 아닌 인사중에서 국회에 교섭단체를 구성한 정당에서 추천하는 각 1인과 당해 시·도를 관할하는 지방법원장이 추천하는 법관 2인을 포함한 3인, 교육자 또는 학식과 덕망이 있는 인사 3인을 선정하여 중앙선거관리위원회가 위촉한다. 위원장은 위원 중에서 호선한다. 상임위원은 중앙선거관리위원회에서 지명받아 상근을 하고 있으며, 위원회에 사무처 및 선거방송토론위원회, 선거여론조사공정심의위원회를 두고 있다. 사무처에는 1급 상당의 상임위원과 2-3급 사무처장 및 4과(세종특별자치시 3과)를 두고 있다.
- 서울특별시선거관리위원회
- 부산광역시선거관리위원회
- 대구광역시선거관리위원회
- 인천광역시선거관리위원회
- 광주광역시선거관리위원회
- 대전광역시선거관리위원회
- 울산광역시선거관리위원회
- 세종특별자치시선거관리위원회
- 경기도선거관리위원회
- 강원특별자치도선거관리위원회
- 충청북도선거관리위원회
- 충청남도선거관리위원회
- 전북특별자치도선거관리위원회
- 전라남도선거관리위원회
- 경상북도선거관리위원회
- 경상남도선거관리위원회
- 제주특별자치도선거관리위원회

### 구·시·군 선거관리위원회
위원회는 위원장, 부위원장 그리고 위원으로 구성되어 있다. 위원은 당해 구·시·군 구역안에 거주하면서 국회의원의 선거권이 있고 정당원이 아닌 인사 중에서 국회에 교섭단체를 구성한 정당에서 추천하는 각 1인과 법관·교육자 또는 학식과 덕망이 있는 인사 6인을 선정하여 시·도선거관리위원회가 위촉하며 위원장과 부위원장은 위원 중에서 호선한다. 위원회에 사무국(과)과 선거방송토론위원회를 두고 있다. 사무국(과)에는 4-5급 사무국장(과장)과 5급 지도담당관 및 2계(선거계, 지도·홍보계)를 두고 있다. 구·시·군위원회에 따라 지도담당관이 없는 경우도 있으며, 3계(선거계, 지도계, 홍보계)를 두는 경우도 있다.

### 읍·면·동 선거관리위원회
위원회는 위원장, 부위원장 그리고 위원으로 구성되어 있다. 위원은 당해 읍·면·동의 구역안에 거주하면서 국회의원의 선거권이 있고 정당원이 아닌 인사 중에서 국회에 교섭단체를 구성한 정당이 추천하는 각 1인과 학식과 덕망이 있는 인사 중에서 4인을 선정하여 구·시·군 선거관리위원회가 위촉한다. 위원장과 부위원장은 위원 중에서 호선하며 상근하는 위원은 없다. 사무기구로 지방자치단체 소속공무원을 간사와 서기로 위촉하여 위원회를 보좌하게 하고 있으며, 투표구에는 공무원 또는 교직원 중에서 선정한 투표관리관을 두어 투표에 관한 사무를 총괄하게 하고 있다.

### 재외선거관리위원회
위원회는 위원장, 부위원장 그리고 위원으로 구성되어 있다. 위원은 국회의원의 선거권이 있고 정당원이 아닌 자 중에서 중앙선거관리위원회가 지명하는 2인 이내, 국회에 교섭단체를 구성한 정당이 추천하는 각 1인, 공관의 장 또는 공관의 장이 공관원 중에서 추천하는 1인을 선정하여 중앙선거관리위원회가 위촉한다. 위원장과 부위원장은 위원 중에서 호선하되, 공관장(공관장 추천위원 포함)은 위원장이 될 수 없다. 사무기구로 해당 공관의 소속 직원 중에서 간사·서기 및 선거사무종사원을 위촉하여 재외투표소의 투표관리 등의 업무를 하게 할 수 있다. 또한, 재외선거에 관한 업무를 처리하기 위하여 공관마다 해당 공관의 장을 당연직 재외투표관리관으로 둔다. 한편, 재외선거인 일정 수 이상의 공관에는 선거관리위원회 직원을 별도로 파견하여 선거관리 업무에 종사하게 하고 있다.

### 선거여론조사심의위원회
2014년 2월 공직선거법이 개정되면서 같은 해 3월 5일에 중앙선거관리위원회와 시․도선거관리위원회 산하에 설치된 위원회이다. 이 위원회는 공표 또는 보도를 목적으로 선거에 관하여 정당에 대한 지지도나 당선인을 예상하게 하는 여론조사의 객관성·신뢰성을 확보하기 위해 설치한 선거여론조사 심의기구이다. 중앙 및 시·도 단위로 조직되어 있으며, 국회에 교섭단체를 구성한 정당이 추천하는 각 1명, 학계, 법조계, 여론조사기관단체의 전문가 등을 포함하여 중립적이고 공정한 사람 중에서 중앙 및 시·도선거관리위원회가 위촉하는 9명 이내로 구성하고 있다. 중앙선거관리위원회와 시․도선거관리위원회 산하에 설치된 위원회 모두 공통적으로 다음의 업무를 수행한다.
- 공표 또는 보도된 선거여론조사가 공직선거법 또는 선거여론조사기준을 위반하였는지 여부에 대한 심의
- 선거여론조사 사전신고 관련 보완요구에 대한 이의신청 심의
- 공표·보도된 여론조사 결과에 대한 정당ㆍ후보자의 이의신청 심의
- 그 밖에 선거에 관한 여론조사의 객관성·신뢰성 확보를 위하여 필요하다고 인정하는 사무

다만 중앙선거관리위원회 산하에 설치된 중앙선거여론조사공정심의위원회에서는 추가적으로 선거여론조사기준의 제·개정 및 공표에 관한 사무, 전년도 말 기준 직전 3개월 간의 일일 평균 이용자 수 10만명 이상인 인터넷 언론사 공표, 공표·보도 전 여론조사 기관ㆍ단체의 여론조사설계서 등 중앙선거여론조사심의위원회 홈페이지 등록처리에 관한 사무 업무도 수행한다.

### 인터넷선거보도심의위원회
인터넷언론사의 인터넷 홈페이지에 게재된 선거보도의 공정성을 유지하기 위하여 2004년 3월 12일 공직선거법 개정을 통해 발족되어 중앙선거관리위원회 산하에 설치된 위원회이다. 위원회는 국회 교섭단체 구성 각 정당, 방송위원회, 언론중재위원회, 학계, 법조계, 인터넷언론단체, 시민단체, 중앙선거관리위원회가 추천하는 11인 이내의 위원으로 구성되어 있다. 위원회는 다음의 업무를 수행하고 있다.
- 정당, 후보자가 인터넷 언론사의 선거보도로 인해 피해를 입었다고 판단, 이의신청 할 경우 정정보도나 반론보도를 할 수 있게끔 구제
- 인터넷 언론사의 불공정 선거보도에 대해 지속적인 모니터링을 실시해서 보도의 공정성을 유지
- 그 외 보다 효율적인 심의방법에 대해 연구하고, 언론사 기자들을 대상으로 공정선거보도교육을 실시

### 선거방송토론위원회
1994년에 새로 제정된 공직선거 및 선거부정방지법에 따라 1997년 11월 20일부터 활동을 시작한 위원회이다. 이후 해산되었다가 2004년 3월 12일 공직선거법 개정을 통해 중앙선거관리위원회와 시․도선거관리위원회 산하에 설치되었다. 위원회는 중앙, 시·도, 구·시·군 단위로 조직되어 있으며, 국회에서 교섭단체를 구성하는 정당 및 공영방송사가 추천하는 자 각 1인과 방송통신심의위원회, 학계, 법조계, 시민단체가 추천하는 자 등 학식과 덕망이 있는 자를 포함하여 9인(중앙은 11인)의 위원으로 구성하고 있다. 사무기구로는 중앙과 시·도 선거방송토론위원회에는 사무국을 두고, 구·시·군 선거방송토론위원회에는 간사를 두고 있다. 각 시·도, 구·시·군 단위 선거방송토론위원회는 시·도지사선거 및 비례대표시·도의원선거, 교육감선거, 지역구 국회의원선거 및 자치구·시·군의 장선거의 대담·토론회에 관한 업무를 수행한다. 중앙선거방송토론위원회는 각 시․도선거관리위원회 산하와 달리 대통령선거 및 비례대표국회의원선거에 있어서의 대담·토론회, 임기만료에 의한 선거(대통령의 궐위로 인한 선거 및 재선거 포함)에 있어서의 정책토론회, 정당법상의 정책토론회에 관한 업무를 수행한다.

## 관련 법령
- 공직선거법
- 정당법
- 정치자금법
- 선거관리위원회법
- 공공단체등 위탁선거에 관한 법률
- 지방교육자치에 관한 법률
- 당내경선 위탁사무 관리규칙
- 선거방송토론위원회의 구성 및 운영에 관한 규칙
- 인터넷선거보도심의위원회의 구성 및 운영에 관한 규칙
- 주민투표법
- 주민소환에관한법률
- 국민투표법

## 중립성에 대한 논란

### 투표독려 금지 논란
2011년 10월 26일 재보궐선거를 앞두고 중앙선거관리위원회는 10월 24일 발표한 '선거일 투표 인증샷 10문 10답'에서 "투표 참여를 권유하는 것만으로 특정 후보에게 투표하도록 유도하는 의도로 인식될 수 있는 사람은 선거일 투표 독려를 할 수 없다"고 밝혔다. 후보자, 정당·선거운동단체 및 대표자, 선거캠프에 참여하는 주요 인사가 투표 참여를 권유하면 불법이다. 이런 기준에 따르면 "사회적 영향력이 있는 대중적 인사 중 박원순 후보의 소셜네트워크서비스 멘토단인 조국 서울대 교수, 박 후보 지지를 선언한 안철수 원장, 한나라당 홍준표 대표가 투표 독려를 하면 불법"인 반면 "대중인사라고 해도 특정 지지 성향이 불분명한 김연아 선수나 성악가 조수미씨가 투표를 독려하면 합법"이라는 것이다.
하지만 이런 기준에 대해서는 많은 비판이 제기되었다. 우선, 기준이 명확하지 않아 혼선을 초래한다는 지적이 나오고 있다. 대중 인사 중에서도 특정 정치적 성향을 가진 사람과 중립적 인사를 나누는 기준이 애매하다는 것이다. 경향신문은 "선관위가 투표 독려 틀어막는 기관인가"라는 제목의 사설을 통해 조수미씨나 김연아 선수의 투표 독려행위가 합법인 근거가 “특정후보 지지성향이 불분명하기 때문”이라고 하니 이런 코미디가 없다고 하면서 이 같은 상식 이하의 가이드라인으로 선거를 엄정 관리하겠다는 발상이 놀랍기만 하다고 비판했다. 또한 낮은 투표율은 대표성의 문제를 낳을 뿐만 아니라 정치 무관심을 고착화할 수 있으므로 가급적 투표율을 높이는 방향으로 활동해야 하는데도 실제로는 정반대의 길을 걷고 있다는 점도 지적했다.
한나라당의 홍정욱 의원 역시 선관위의 이런 가이드라인에 대해 강도 높게 비판했다. 홍정욱 의원은 자신의 트위터에 "정당관계자 또는 사회적 영향력 있는 유명인의 투표독려가 선거법 위반이라는 선관위. '투표하라'는 안되고 '투표했다'는 괜찮다? 투표율 높여야 할 주무기관이 제 정신인가?"라는 글을 게재했다. 이어 홍의원은 "꼭 투표하세요. 민주적 참여의 확산은 특정후보의 당선보다 훨씬 중요한 가치입니다"라며 선관위의 지침을 비난하고 투표 참여를 당부했다. (현재 이 트윗은 삭제된 것으로 보인다)

### 박근혜와 손수조의 카퍼레이드 사건
박근혜는 2012년 3월 13일 4·11 총선 부산 사상 지역구에서 출마한 손수조 후보와 같이 차를 타고 이동하면서 시민들에게 손을 들어 인사했다. 이를 두고 자동차를 이용한 선거운동을 금지하고 있는 공직선거법 제91 조 3항을 위반한 것이라는 주장이 제기되었고, 선거관리위원회는 계획성이 없었으며 통상적인 정당활동이므로 위반이 아니라는 공식입장을 밝혔다. 하지만 이러한 선관위의 입장에 대해 비판이 잇따라 제기되었다.
인터넷방송‘나는 꼼수다’는 2012년 3월 26일 공개한 방송에서 다음과 같은 점들이 계획성이 있었다는 증거라고 주장했다. 첫째, 덕포시장 상인회에서 박 비대위원장 방문 예고 방송을 했다. 둘째, 당사 사용된 차량은 손 후보 측의 차량도, 박근혜 위원장이 타고온 차량도 아니며, 일부러 빌려와서 대기시켜 놓은 차량이었다. 셋째, 500미터를 가기 위해 20미터를 걸어 가서 굳이 따로 대기시켜 놓은 차량을, 그것도 두 사람이 동시에 머리를 내밀 수 있는 대형 선루프 차를 탑승했다. 넷째, 선관위는 당시 인파가 몰려서 어쩔 수 없이 인사한 것이라고 주장했지만, 두 사람은 거의 차에 타자마자 상반신을 노출시켰으며, 당시 도로는 경찰이 길을 뚫어줘서 막히지도 않은 상태였다. 그러므로 당시 카퍼레이드는 사전에 계획된 것이 분명하다고 주장했다.
방송인 손석희씨도 3월 26일 <손석희의 시선집중> 방송에서 “부산선관위가 벌써 세 번째 ‘선거법 위반 아니다’라는 결론을 내렸다는데, 고민 끝에 결론을 내린 건지, 결론을 그렇게 내기 위해 고민한 건지” 라고 말했다.
경향신문도 사설을 통해 선관위의 결정을 비판했다. 경향신문은 나꼼수가 지적한 점들을 언급하며 "여당 대표자와 지역구 후보가 나란히 차량에 타고 다니는 것이 선거활동이 아니면 도대체 무슨 ‘목적성’이 있다는 말인가. 박 위원장의 방문을 미리 방송으로 알린 것도 ‘계획성’이 아니라면 ‘우발성’이란 말인가"라고 반문했다. 또한 선관위가 (카퍼레이드가) 사람이 살아가는 도리로서 행하는 예의라고 주장한 것에 대해서도, 선관위는 철저하게 법의 토대 위에서 선거와 관련된 사안을 다루는 헌법기관으로서 법의 논리로 풀어가야 함에도 국민들 앞에서 ‘사람의 도리’와 ‘예의’를 입에 담는 것은 그야말로 도리와 예의에 어긋나는 주제넘은 짓일 뿐이라고 주장했다.

### 정종섭, 최경환 선거 개입 논란 사건
2015년 8월 정종섭 행정안전부 장관은 새누리당 연찬회에서 선거관리 주무부처 장관으로서 "총선 필승" 건배사를 외쳤고, 최경환 경제부총리는 연설 도중 “내년엔 잠재성장률 수준인 3% 중반 선으로 복귀할 수 있게 해 당의 총선 일정에 도움이 되도록 하겠다”고 말해 선거 개입 논란을 낳았다. 이들에 대한 고발에 대해 선관위는, 최경환에 대해서는 선거에 부당한 영향력을 행사하거나 선거 결과에 영향을 미치는 행위로 보기 어렵다고 결정하였으며, 정종섭에 대해서는 선거 중립을 의심받을 수 있는 행위를 했다고 하면서도 주의를 촉구하는데 그쳤다. 하지만 이에 대해 부적절하다는 비판이 제기되었다. 중앙일보는 사설에서 두 사람의 발언은 변명의 여지가 없는 대단히 부적절한 처신이라면서 선관위가 정권의 눈치를 보지 말아야 한다고 비판했다. 경향신문도 선관위의 조치는 정권에 흠집을 내지 않으려는 고육지책이라며 온 나라가 다 아는 위법행위에 눈감았다고 비판했다.

### 조해주 장관급 상임 선관위원 요청에 대해 국회가 청문회 거부 및 정부에서 강행 임명 사건
문재인 대통령이 2018년 12월 21일 임명 요청한 조해주 선관위원이 지난 문재인 대통령 선거 당시 더불어민주당 특보로 활동한 기록이 더불어민주당 백서에 있고, 이에 대해 국회는 해당 인사에 대해 특정 정당 정치 중립 위배 및 정치 관여 우려를 나타내며, 국회 인사청문회 자체를 거부하였다. 하지만, 정부는 2019년 1월 24일 임명을 강행하였다.이에 대해 국회 행정안전위원회는 법적으로 하자가 있는 사항에 대해 정식으로 조해주 선관위원 및 더불어민주당 사무총장 등을 검찰에 고발하였다. 또한 더불어민주당이 아닌 많은 국회의원들이 더불어민주당 정치 편향 인사라고 주장하고 국회에서 강하게 성명을 발표하였다.

## 상징
|                                      |
| 2018년 이전까지 사용하였던 과거 휘장 |

|                                                 |
| 2018년 이전까지 사용하였던 중앙선거관리위원회기 |

|                                                    |
| 2018년부터 사용중인 현재의 중앙선거관리위원회 휘장 |

|                                                 |
| 2018년부터 사용중인 현재의 중앙선거관리위원회기 |

|                                                      |
| 2000년부터 2013년까지 사용된 중앙선거관리위원회 로고 |

중앙선거관리위원회의 휘장은 2018년 1월 21일부터 한글 '선거'가 새겨진 휘장으로 교체하였으며, 그 이전에는 한자 '選'(선)이 새겨진 휘장을 사용하였다.

## 같이 보기
- 한국선거방송
- 투표
- 선거
- 대한민국의 선거
- 대한민국의 선거관리위원회